# Efteling

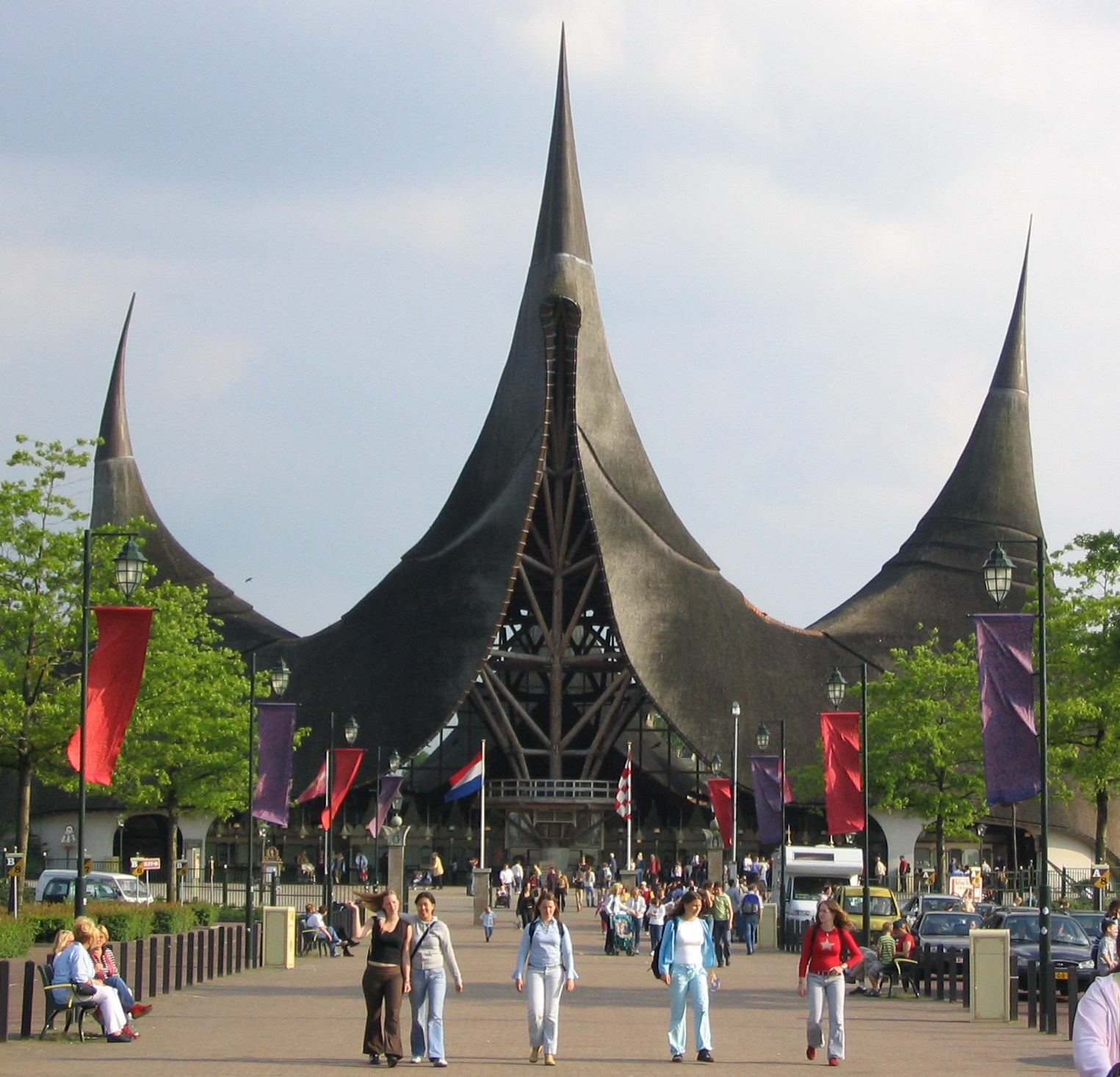
Vchod do parku Efteling
"Palác pěti smyslů"

Efteling je tematický zábavní park ve vesnici Kaatsheuvel, v obci Loon op Zand v Severním Brabantsku (Nizozemsko). Byl otevřen 31. května 1952 pro rodiče s dětmi do dvanácti let a jedinou atrakcí byl "Les pohádek". V průběhu let se tento zábavní park postupně rozšiřoval a v současné době je na ploše 72 ha 37 tematických atrakcí, 6 horských drah a 2 vodní dráhy. V roce 2007 navštívilo Efteling 3,2 milionu lidí, byl vybudován hotel  a golfové hřiště.

## Historie
Efteling byl založen v roce 1950 a začal být budován "Les pohádek". Postupně vzniklo deset tematických pohádek: Jeníček a Mařenka, Šípková Růženka, Dlouhý, široký a bystrozraký, Čínský slavíček, Studna paní Holle, Sněhurka, O žabce královně, Ufňukaný drak, Červená Karkulka a Mluvící papoušek. V posledních deseti letech byly přidány pohádky: Oslíčku otřes se, Obuchu hýbej se, Stolečku prostři se a Popelka. Většina pohádek pochází se sbírky lidových pohádek bratří Grimmů.
V roce 1956 by v Eftelingu otevřen první kolotoč – první rozšíření mimo "Les pohádek". Na počest patnáctého výročí Eftelingu byla v "Lese pohádek" vyobrazena pohádka "Indické lekníny", kterou napsala v roce 1955 belgická královna Fabiola. Jednou z nejdůležitějších osobností, které se zasloužily o rozšíření Eftelingu byl nizozemský malíř a projektant Anton Pieck a později jeho obdivovatel Ton van de Ven, který dobudoval Efteling na plnohodnotný zábavní park, který může konkurovat i těm největším evropským zábavním parkům jako je například Disneyland u Paříže.

## Galerie atrakcí

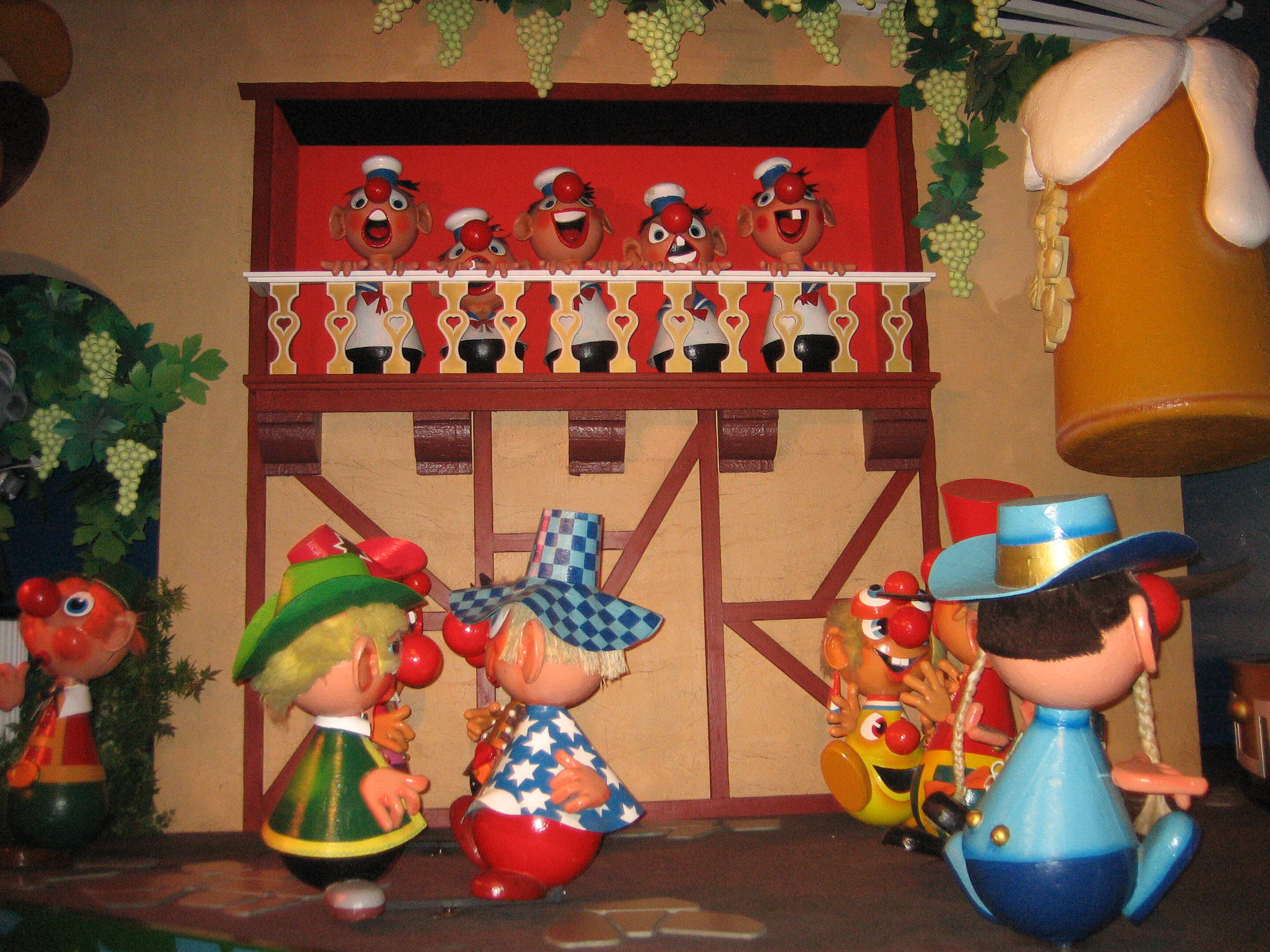
Loutkové divadlo
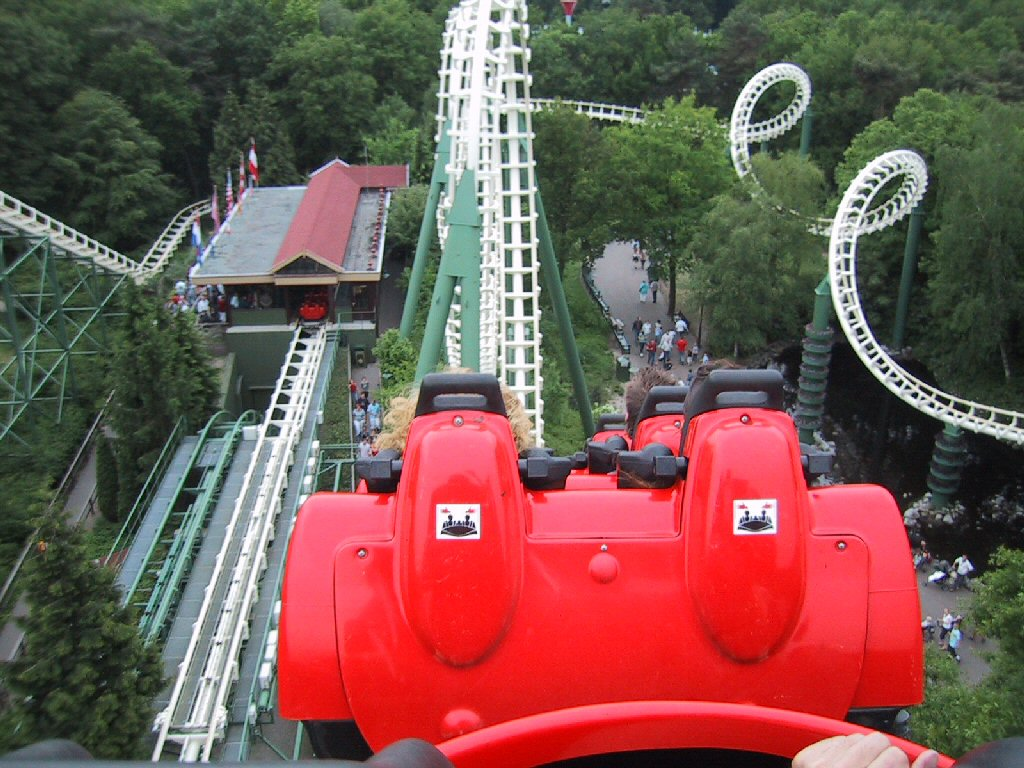
Horská dráha Python
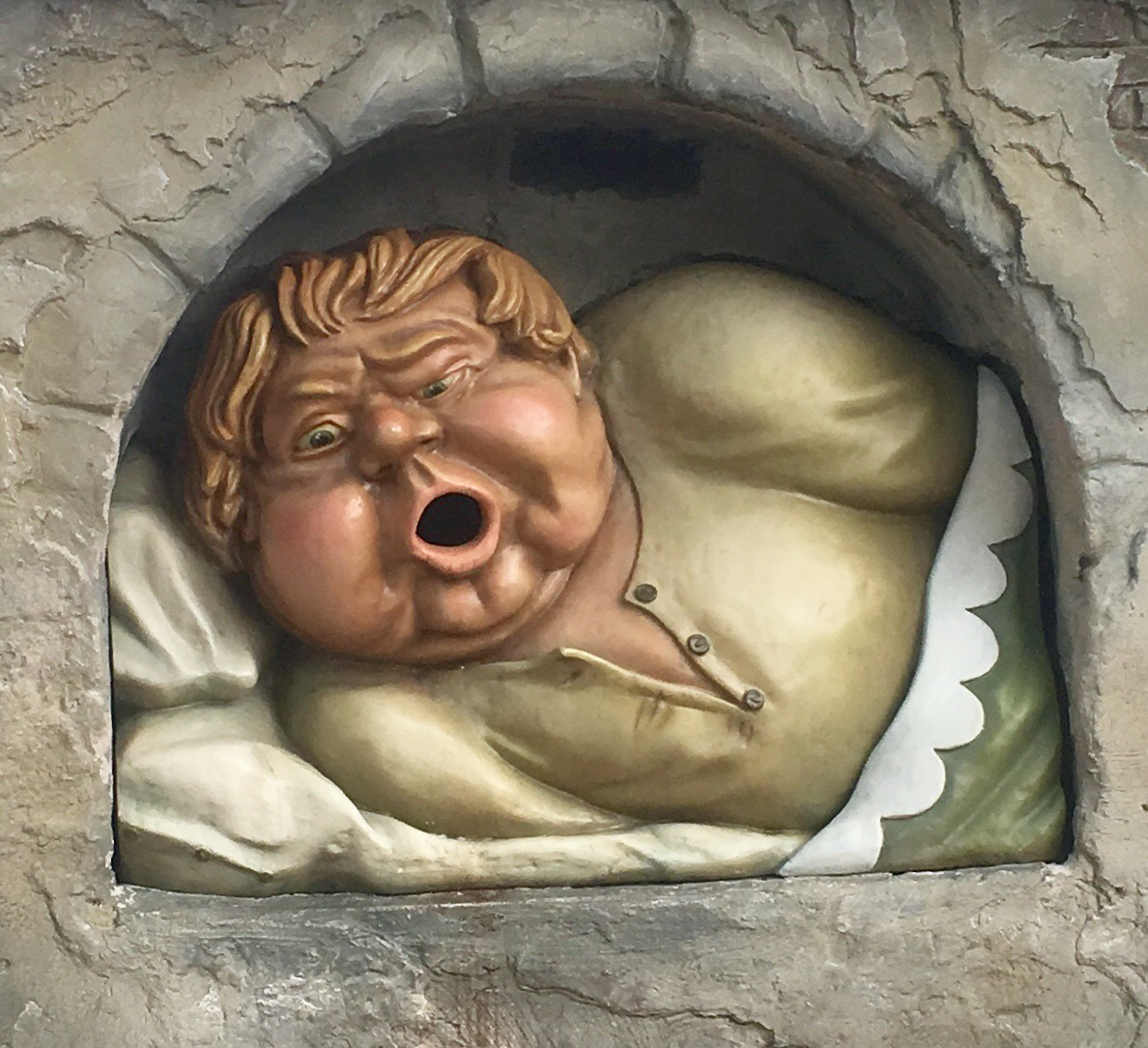
Skřítek Holle Bolle Gijs
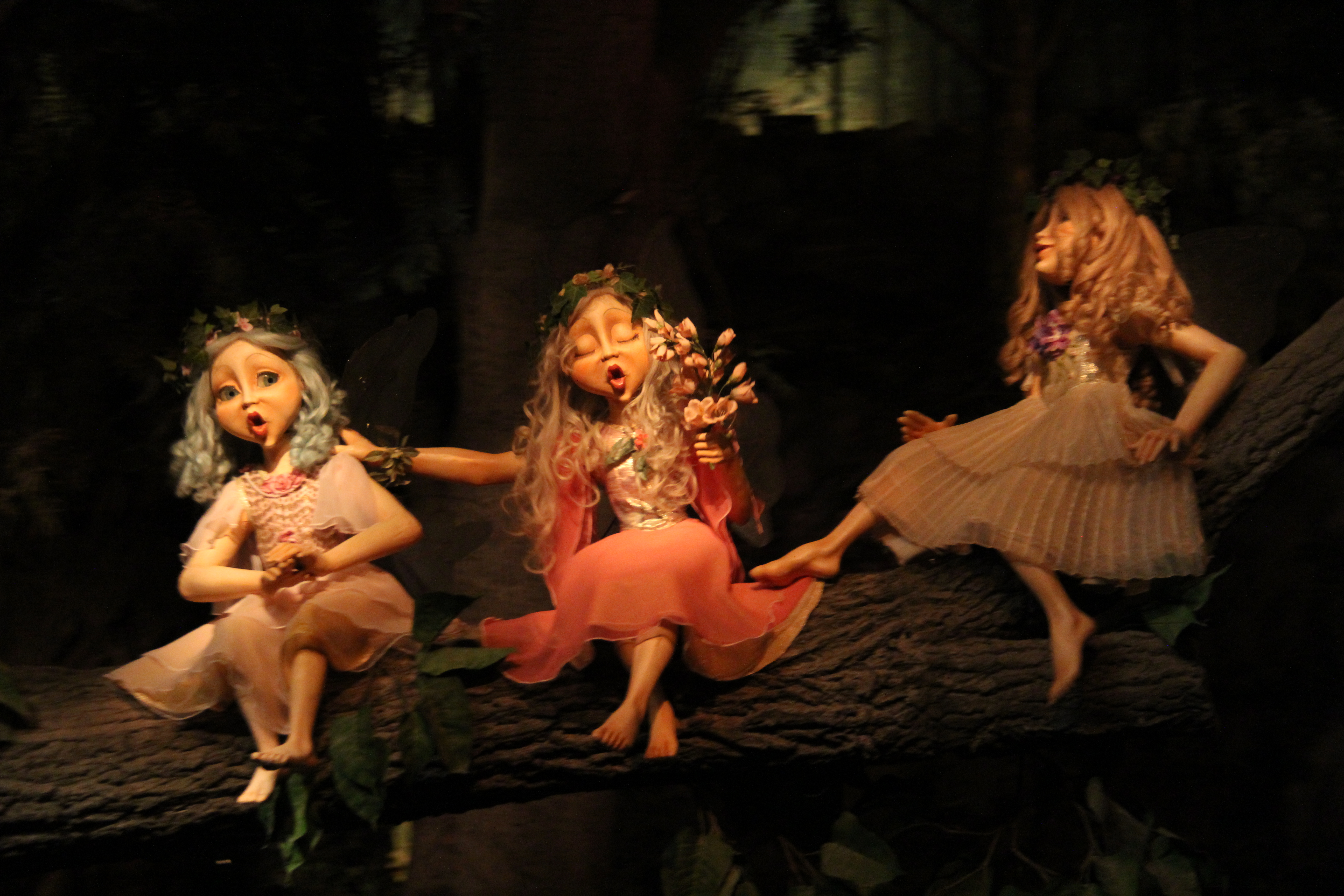
Lesní víly ve světě snů
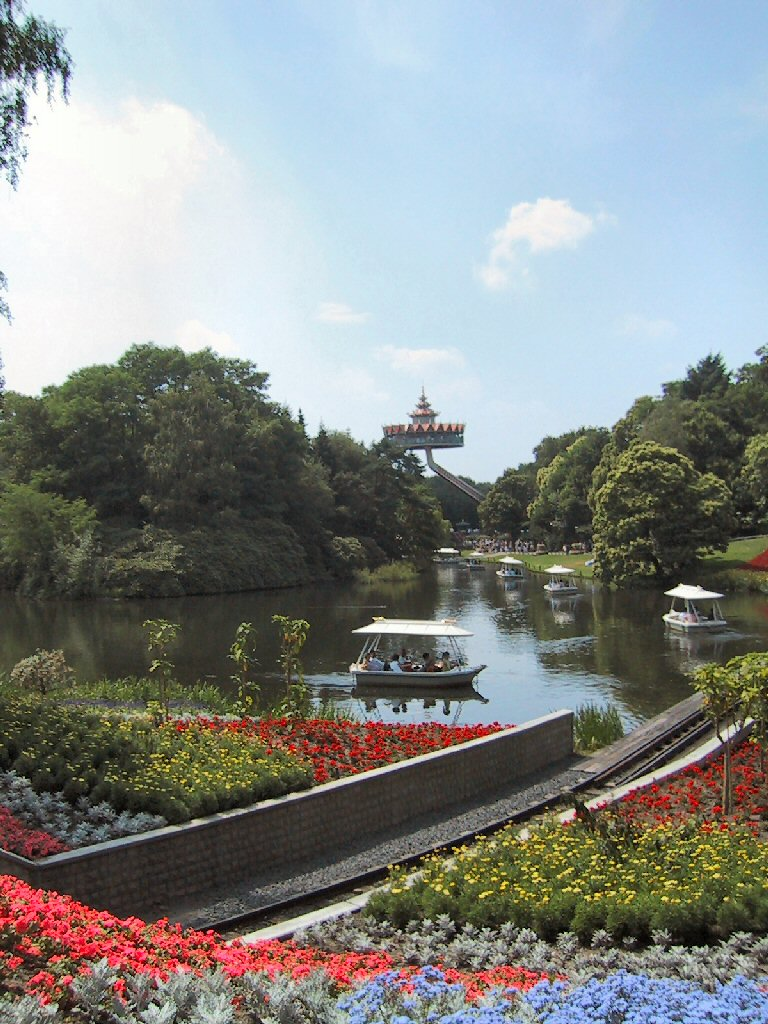
Vodní dráha a železnice
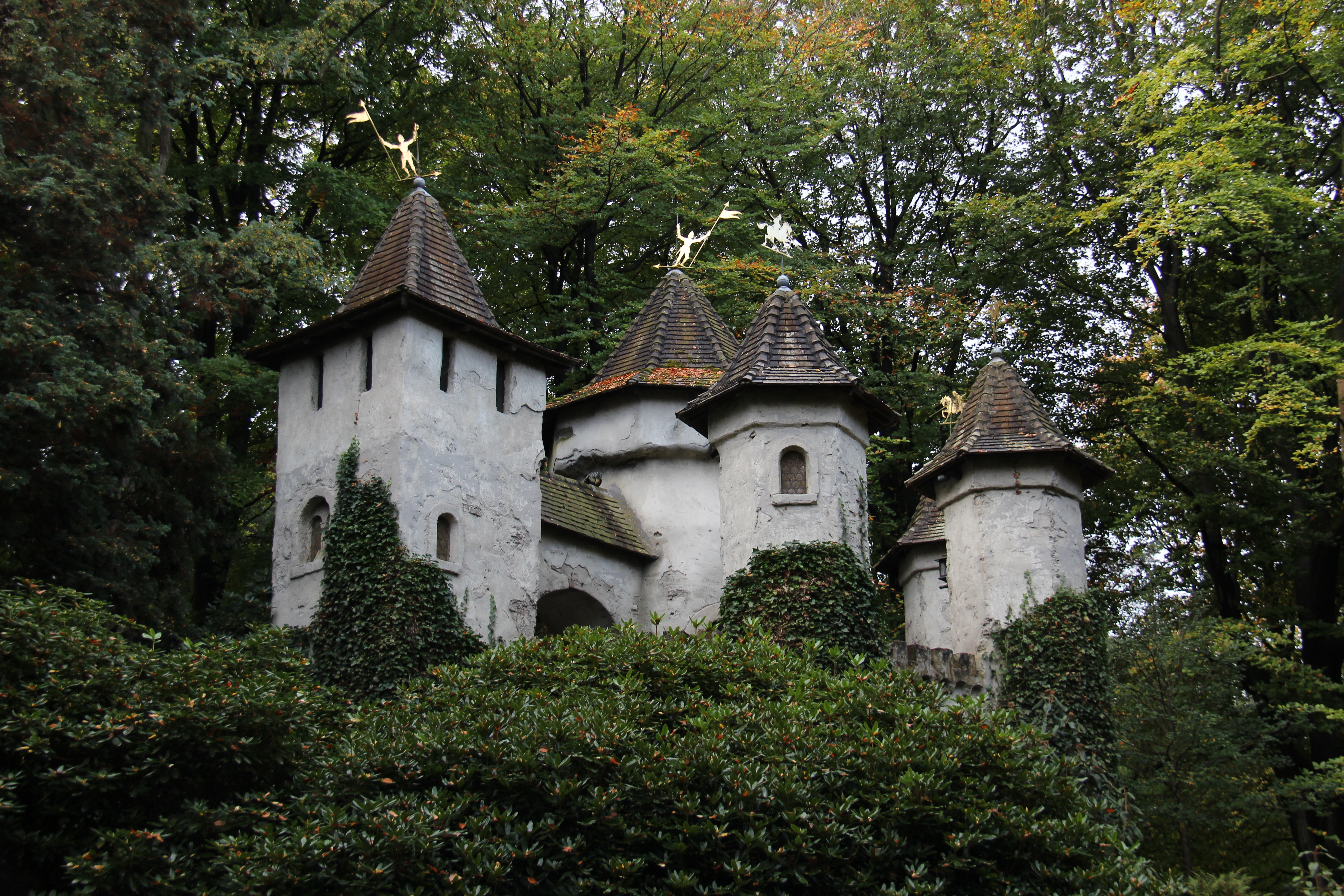
Hrad Šípkové Růženky
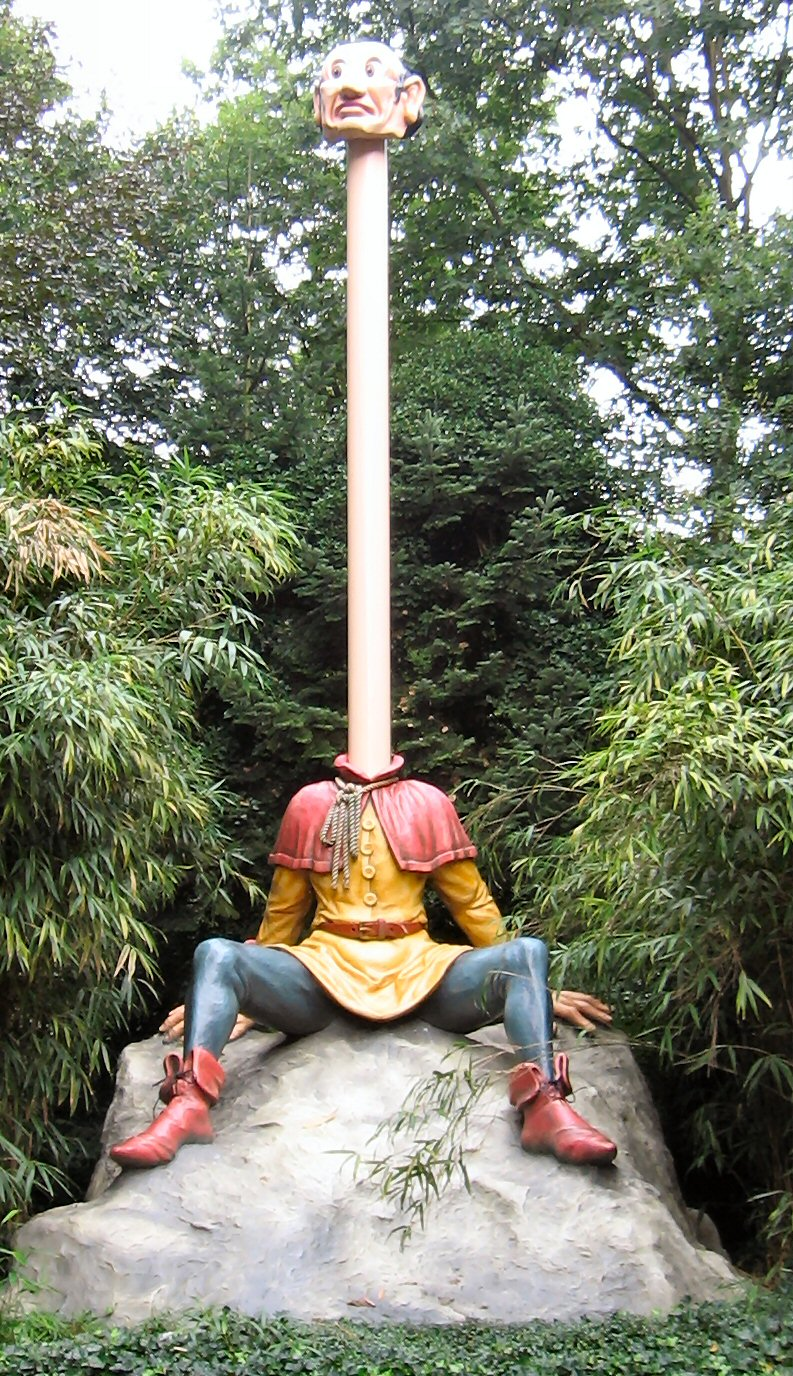
Dlouhý v Lese pohádek
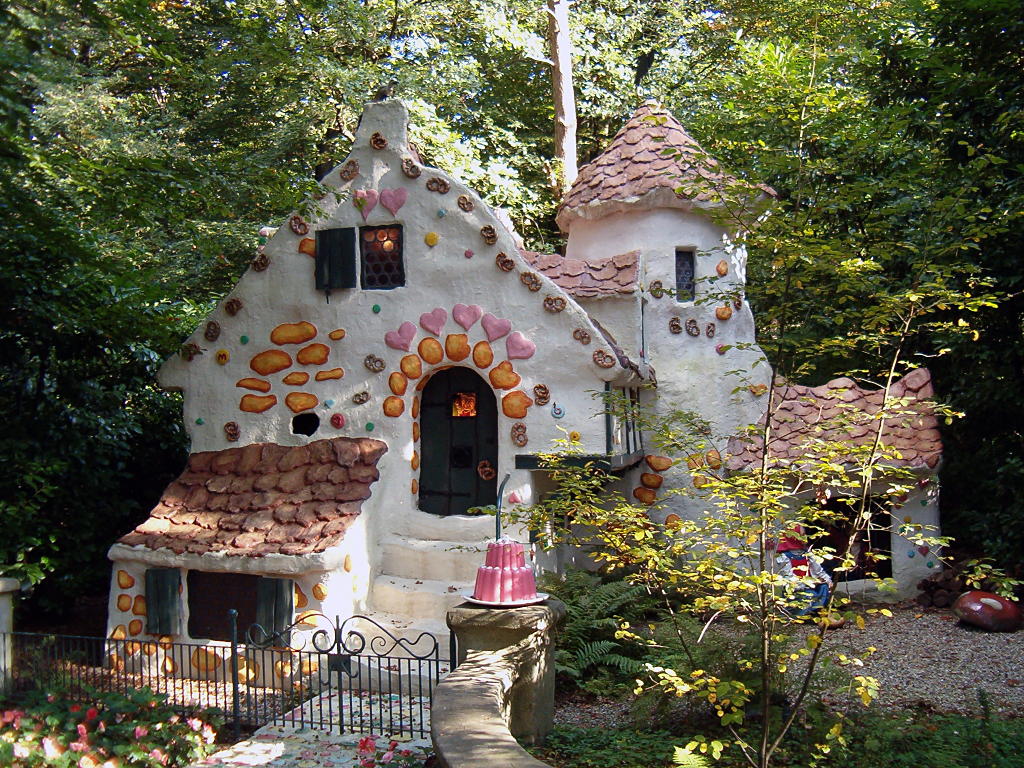
Jeníček a Mařenka